# Црква Светог Спаса у Дворанима
Црква Светог Спаса се налазила у селу Дворане, насељеном месту на територији општине Сува Река, на Косову и Метохији. Припадала је Епархији рашко-призренске Српске православне цркве.
Црква посвећена Светом Спасу се налазила испод планине Русинице, око седам километара југоисточно од Суве Реке. У Поменику манастира Свете Тројице из 1465. године уписани су Срби дародавци из Дворана. На икони из 1603. године је запис приложника.

## Разарање цркве 1999. године
Црква је срушена у лето 1999. године у присуству немачких снага КФОР-а.